# Karlsruhe Hauptbahnhof
Der Karlsruher Hauptbahnhof ist ein Bahnhof in der baden-württembergischen Großstadt Karlsruhe. 2019 hatte er 72.000 Reisende und Besucher pro Tag.
Er liegt in der Karlsruher Südweststadt und ist neben dem Bahnhof Karlsruhe-Durlach einer von zwei Fernbahnhöfen in Karlsruhe. Unweit des Hauptbahnhofs liegt auch der Albtalbahnhof als Verbindung zwischen Eisen- und Straßenbahn.

## Geschichte

### Alter Bahnhof

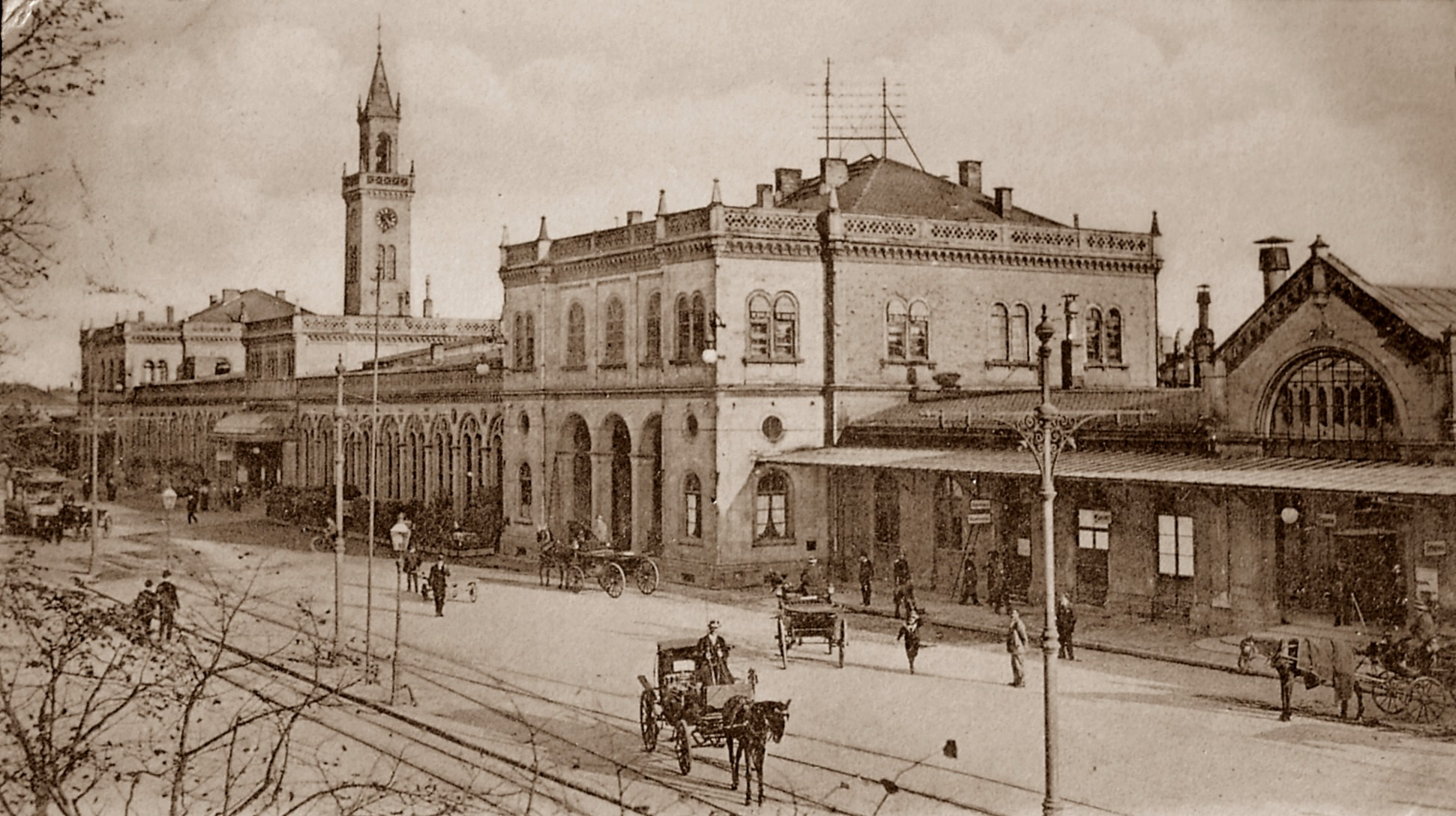
Empfangsgebäude im frühen 20. Jahrhundert

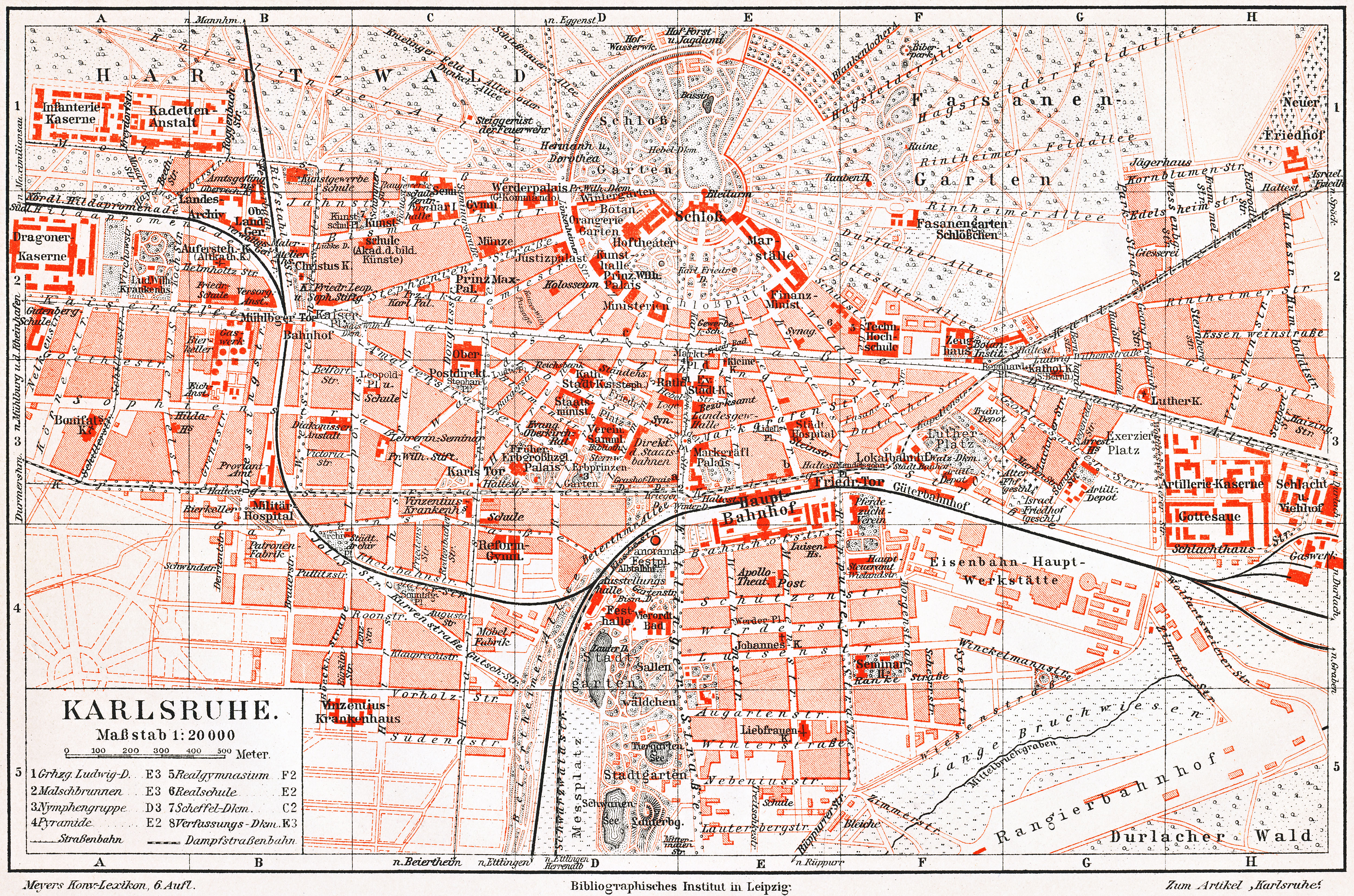
Stadtplan aus dem Zeitraum 1910-1913 mit dem Hauptbahnhof etwa mittig

Im Zuge der Errichtung der Badischen Hauptbahn zwischen Mannheim und Basel entstand auch in Karlsruhe ein Bahnhof. Der Entwurf der Infrastruktur stammte vom badischen Bauingenieur Franz Keller. Das Empfangsgebäude wurde vom Karlsruher Hochschullehrer Friedrich Eisenlohr gestaltet. Der damalige Bahnhofsbauplatz befand sich im Gewann „Nachtwaide“, gelegen an der heutigen Kriegsstraße zwischen Ettlinger Tor und Mendelssohnplatz, etwa 500 Meter südlich vom Karlsruher Marktplatz. Das Bauland war zuvor im Besitz der Markgrafen.
Westlich des Bahnhofs sollte die Bahnstrecke durch den Außenbewirtschaftungsbereich der Gaststätte „zum Grünen Hof“ der Witwe Höck und die dazugehörige Kegelbahn verlaufen. Als Entschädigung für die Enteignung erhielt sie 1800 Gulden und ein Stück der angrenzenden Domanialwiese zur Verlegung der Kegelbahn. Schon im August 1841 wurde der Bau vorbereitet, nach der Öhmdernte begannen die Erdarbeiten.
Es bildete sich eine Gesellschaft zum Bau von Eisenbahnwagen unter der Leitung von Emil Keßler und Theodor Martiensen – die spätere Maschinenbau-Gesellschaft Karlsruhe –, die in Beiertheim vor dem Ettlinger Tor ihre Werkstätten errichtete. Mit Beitritt des englischen Ingenieurs Bailli und des Mechanikers Erhardt begann die Gesellschaft auch mit dem Bau von Lokomotiven. So wurde noch 1841 die erste süddeutsche Lokomotive, „Badenia“, und im Jahr darauf die zweite, „Karlsruhe“, fertiggestellt. Ende Februar 1843 kam die dritte Lok, „Der Rhein“, hinzu.
Ende März begannen die Probefahrten der Lokomotiven, am 1. April 1843 fand die erste Versuchsfahrt nach Heidelberg statt. Am 10. April 1843 wurde die Strecke dem Publikumsverkehr eröffnet.
Der Bahnhof besaß zwei Bahnsteige. Von Anfang an war er als Durchgangsbahnhof konzipiert. Südlich des Bahnhofs entstand ein Lokdepot, östlich davon ein Güterbahnhof und eine Zentralwerkstätte.
Wie bei allen in Baden gebauten Eisenbahnstrecken betrug die Spurweite der Gleise anfangs 1600 Millimeter. 1855 erfolgte die Umspurung auf Normalspur. In den folgenden Jahren wurden weitere Strecken an den Karlsruher Bahnhof angebunden: 1859 die Verbindung Richtung Stuttgart, 1863 die Maxaubahn mit Anbindung an die Pfalz, 1870 die Bahnstrecke Mannheim–Karlsruhe, 1879 die Kraichgaubahn und 1895 die strategische Bahn von Graben-Neudorf über Rastatt nach Haguenau. Die Gleise verliefen auf Geländeniveau, die einzelnen Bahnlinien wiesen wegen der Nähe zur Bebauung enge Radien auf.
Der zunehmende Eisenbahnverkehr sowie die dadurch hervorgerufenen langen Schließzeiten der Bahnübergänge zerschnitten die stetig wachsende Stadt und behinderten deren Ausdehnung. Nach mehrjähriger Diskussion, in der unter anderem die Höherlegung der Gleise erwogen wurde, beschloss der Badische Landtag im Jahr 1902 die Verlegung des Bahnhofs auf ein Gelände einen Kilometer südlich des bisherigen Standortes.
Nach Eröffnung des neuen Bahnhofs 1913 verlor der bisherige Bahnhof seine Funktion als Eisenbahnstation und wurde bis in die 1960er Jahre hinein als Markthalle weitergenutzt. Heute befindet sich auf dem ehemaligen Bahnhofsgelände das Badische Staatstheater. Die übrigen Gleisanlagen blieben zum Teile noch über Jahrzehnte hinweg als Gleisanschlüsse in Betrieb, werden inzwischen aber vollständig nicht mehr von der Eisenbahn betrieben. Der Güterbahnhof wurde noch bis Mitte der 1990er Jahre genutzt, das Ausbesserungswerk bis 1997. Auf dem Gelände des Güterbahnhofs wurde inzwischen die Ludwig-Erhard-Allee angelegt, das Ausbesserungswerksgelände wurde mit Wohnblöcken und Bürogebäuden bebaut.

### Neuer Bahnhof

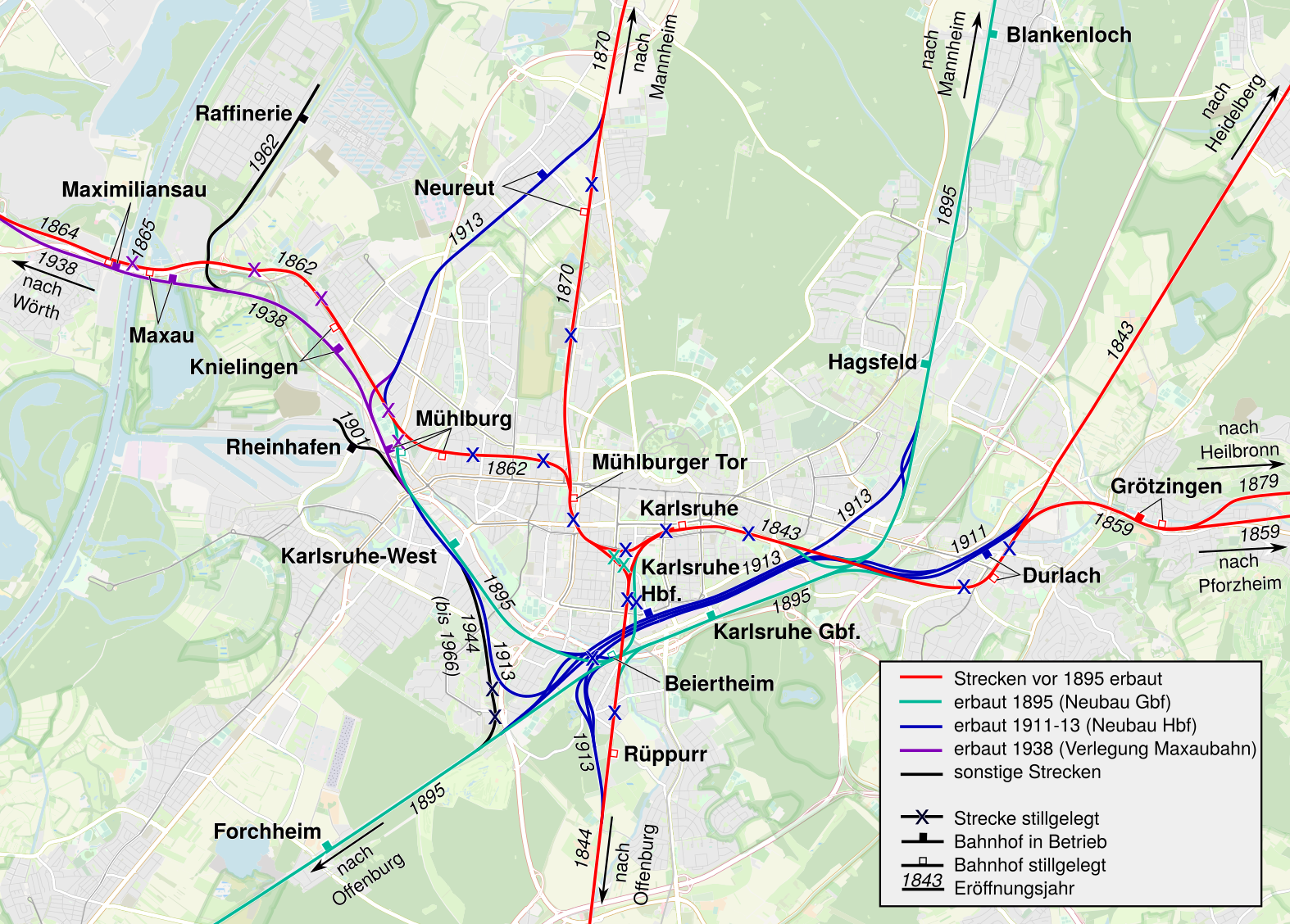
Entwicklung des Eisenbahnnetzes in Karlsruhe. In dunkelblau sind die im Zuge des Bahnhofsneubaus entstandenen Strecken dargestellt. Die durch den Bahnhofsneubau entfallenen Strecken sind mit einem blauen Kreuz markiert.

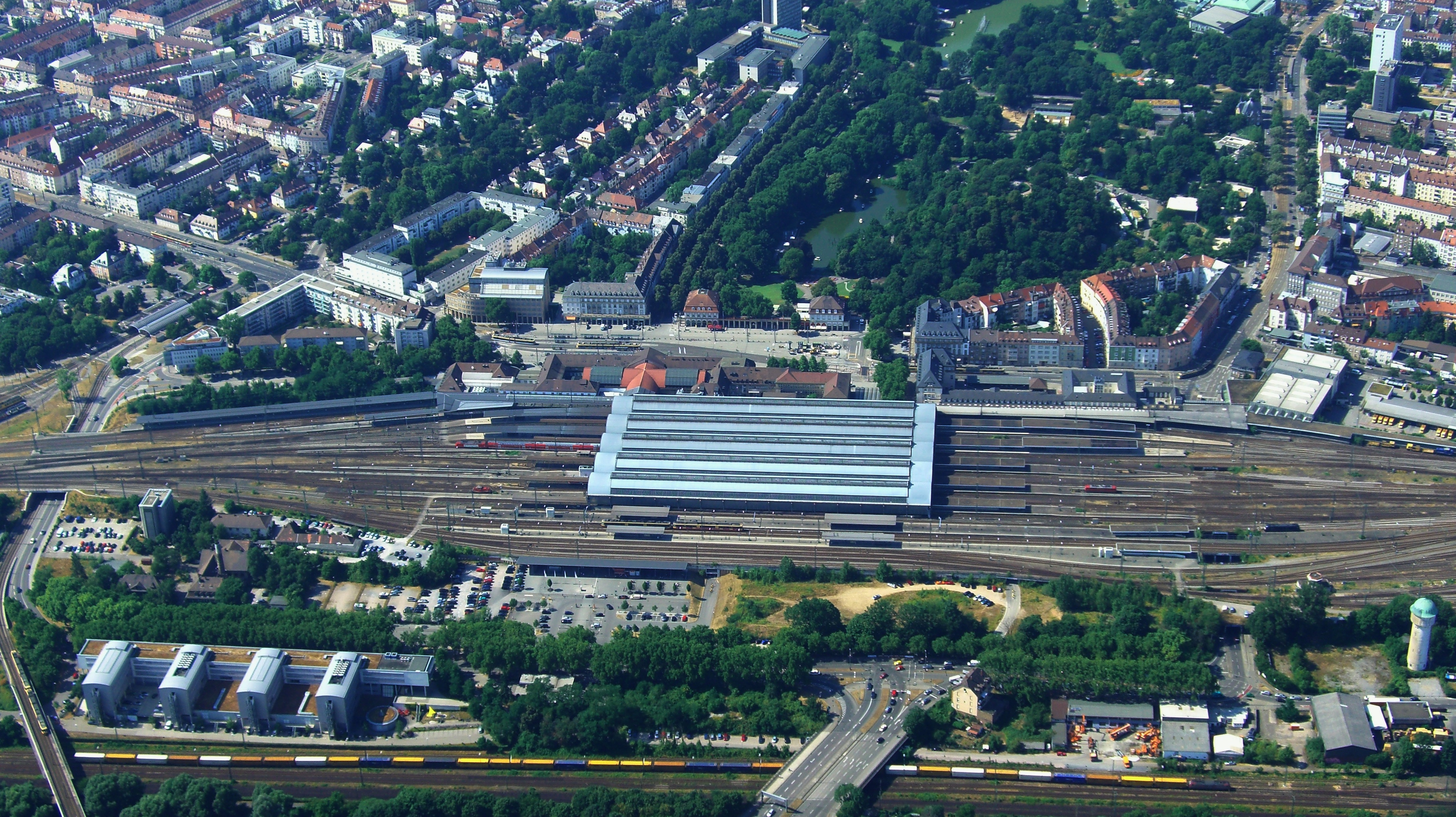
Luftbild von Süden

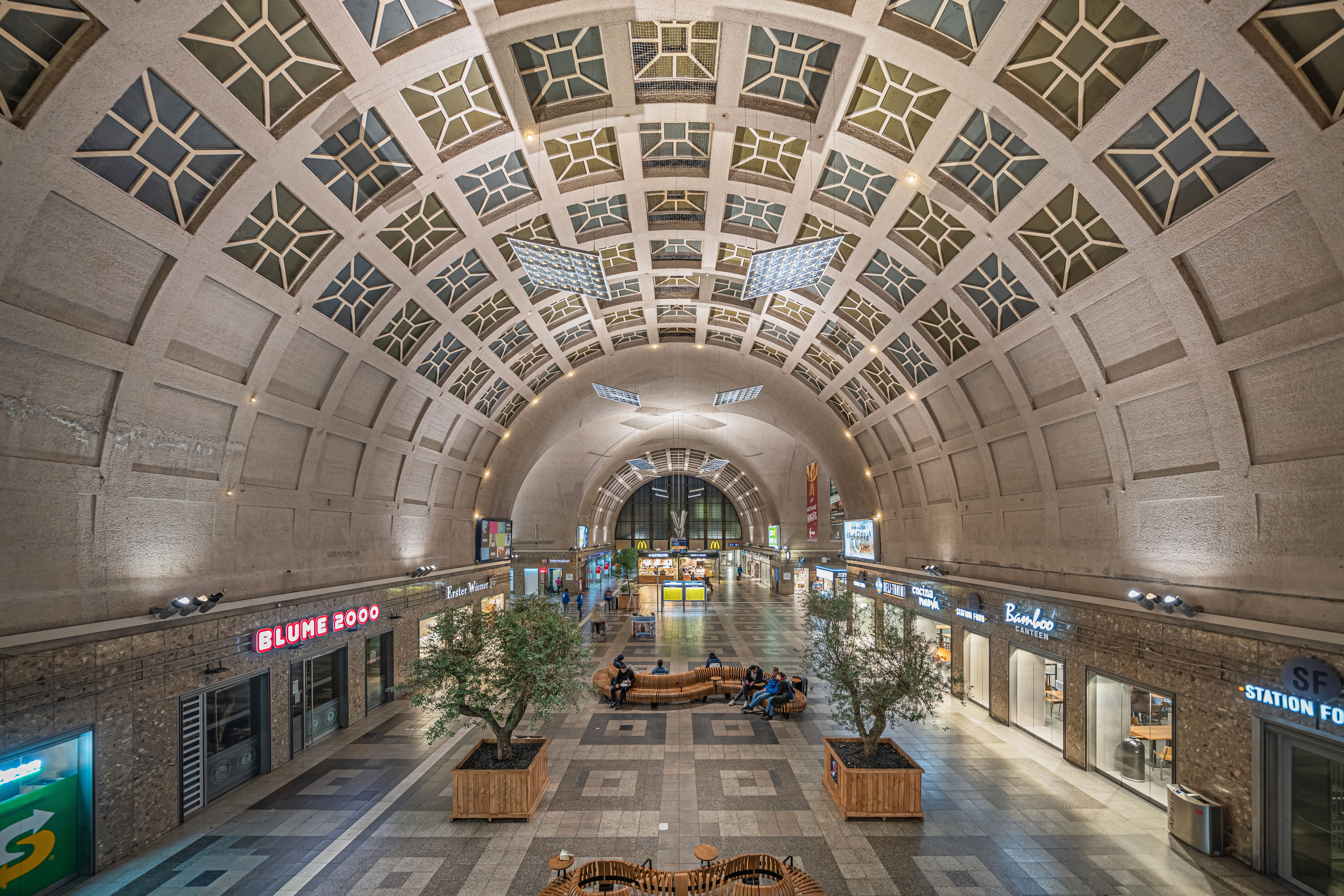
Empfangs- und Schalterhalle mit Tonnengewölbe

Der bis heute genutzte Bahnhofsneubau entstand etwa einen Kilometer südlich von seinem Vorgänger, zwischen Südstadt und Rangierbahnhof. Der Bau nach Plänen August Stürzenackers begann im Jahre 1910, und bereits in der Nacht vom 22. zum 23. Oktober 1913 konnte der Bahnhof begleitet von einem spontanen Volksfest eröffnet werden. Der Bahnhof und die Zufahrtgleise wurden auf ehemals Beiertheimer Gemarkung gebaut und nahmen auch einen erheblichen Teil des Stadtgartens sowie des Gartens hinter dem Stephanienbad in Anspruch. Dort musste deshalb die damals älteste Kanadische Pappel Europas gefällt werden.
Die Bahnsteige sowie die Zufahrtsstrecken legte man auf einen Damm, mit Zugang über zwei Fußgängerunterführungen, sowie einen nicht öffentlich zugänglichen Gepäcktunnel westlich der Fußgängerunterführung und den nicht öffentlich zugänglichen Posttunnel östlich des Osttunnels auf Höhe des Postgeländes, die alle auf Umgebungsniveau liegen. Die Empfangshalle steht an der Nordseite der Gleisanlagen.
Das Gebäude bestand ursprünglich aus drei Teilen mit unterschiedlicher Funktion:
Der mittlere Gebäudeteil mit der Empfangshalle und den zugehörigen Geschäften stellte den eigentlichen Hauptbahnhof dar.
Westlich dieses Gebäudeteils schließt – mit einer ein Stück zurückgesetzten Front – der Maxau-Grabener Bahnhof (Auch Maxau-Bahnhof oder Pfälzer Bahnhof) an, der ehemals einen eigenen Zugang vom Bahnhofsvorplatz sowie eine eigene Wartehalle mit Zugang zu den Gleisen 101-104 besaß.
Östlich schließt sich als weiterer Gebäudeteil – ebenso mit einer zurückgesetzten Front – der ehemalige Fürstenbahnhof an und endet an der Fahrradabstellanlage. Dieser war für den Fürsten erbaut, über den er direkt über den Hausbahnsteig Züge auf Gleis 1 besteigen konnte. Für den übrigen Personenverkehr spielte der Hausbahnsteig an Gleis 1 keine Rolle, da dieser über den Inselbahnsteig Gleis 1/2 abgewickelt wurde. Außerdem hatte der Fürstenbahnhof noch den Fürstengang, welcher unter dem Hausbahnsteig Richtung Westen verläuft und in die Hauptunterführung einmündet um den Zugang zu den anderen Gleisen zu gewährleisten.
Das Gebäude weist sowohl klassizistische Züge als auch solche des Jugendstils auf. Östlich des Bahnhofsgebäudes befindet sich eine zweite Unterführung, die ursprünglich als Ausgang für die ankommenden Fahrgäste diente, in die zwischenzeitlich hauptsächlich die Tiefgaragenzufahrt eingebaut wurde und die seit wenigen Jahren kostenpflichtige, gesicherte Fahrradparkplätze beherbergt, womit die Fußgänger wieder gefahrlos die Unterführung nutzen können. Eine fünfschiffige, stählerne Bahnhofshalle, ähnlich der wenige Jahre zuvor fertiggestellten Halle des Breslauer Hauptbahnhofs, überdacht fünf Inselbahnsteige. Zu späterer Zeit wurde zunächst ein elftes Gleis und in den 1980er Jahren zwei Bahnsteige mit drei weiteren Gleisen südlich der Bahnhofshalle angelegt. Westlich des Bahnhofsgebäudes wurde ein Flügelbahnhof für die Maxaubahn mit vier Stumpfgleisen angelegt („Maxaubahnhof“), in dem die Strecken in die Pfalz und nach Graben-Neudorf (über Eggenstein) endeten. Der Bau des neuen Bahnhofs hatte auch Auswirkungen auf die Zufahrtstrecken. So entfielen die bisherigen Bahnhöfe am Mühlburger Tor in Karlsruhe, in Beiertheim und Rüppurr. Die Bahnhöfe in Mühlburg und Durlach wurden an anderer Stelle neu errichtet und die bisher in Durlach endenden Gleise der Strecke nach Mühlacker bis zum neuen Hauptbahnhof verlängert, so dass sich eine viergleise Trassierung zwischen Durlach und Karlsruhe ergab. Ebenfalls neu war die Öffnung des Bahnhofs Karlsruhe-West für den Personenverkehr.

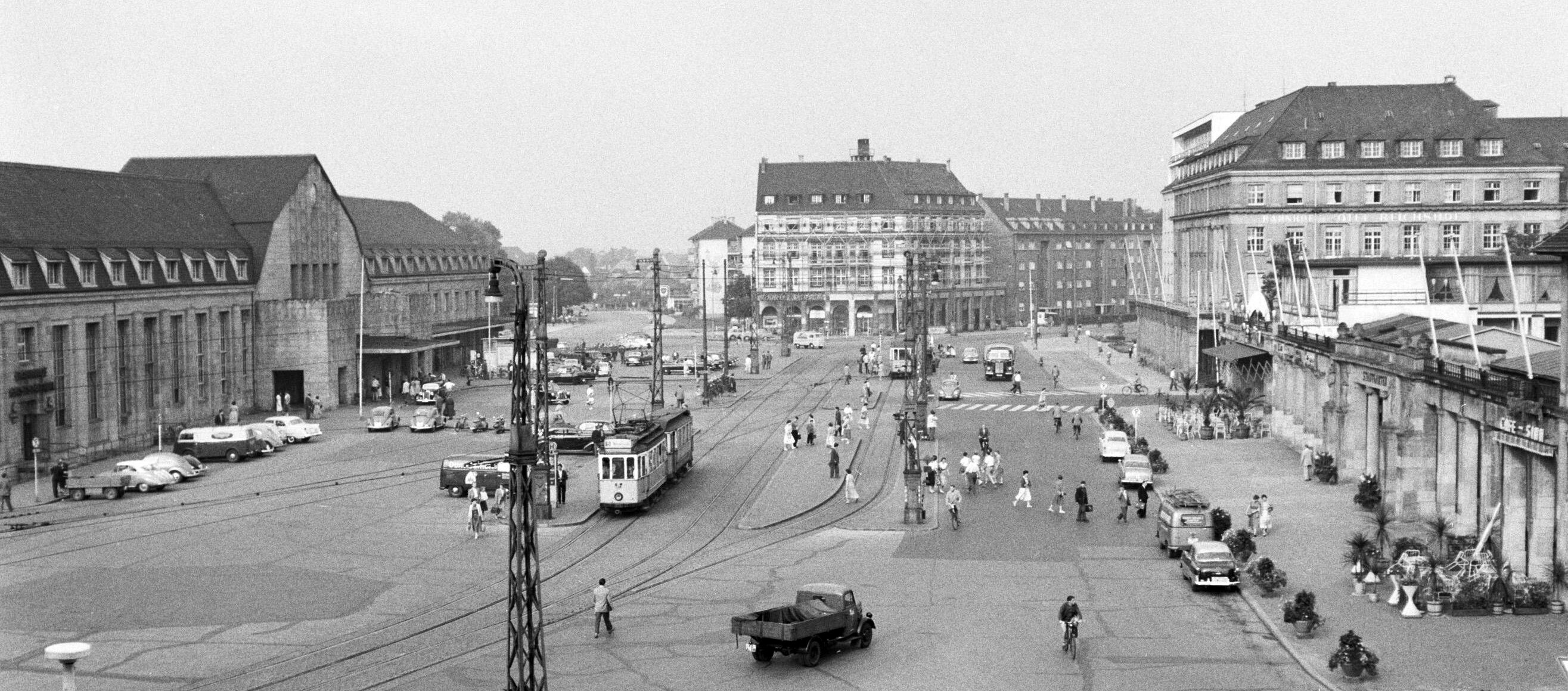
Blick auf den Bahnhofsvorplatz Richtung Westen, links das Bahnhofsgebäude, 1955

Die Gestaltung des Bahnhofsvorplatzes erfolgte durch Wilhelm Vittali. Der Platz mit rechteckigem Grundriss ist von einem durchlaufenden Arkadengang umgeben. Den Abschluss des Platzes nach Osten und Westen bilden zwei Hotelgebäude, nach Norden hin begrenzen der Durchgang zum Stadtgarten sowie Geschäftsgebäude den Platz. Der Bahnhofsvorplatz bildet ein typisches Ensemble der Großstadtarchitektur aus den letzten Jahren vor dem Ersten Weltkrieg. Östlich des Bahnhofs entstand das Bahnpostamt, das einen Gleisanschluss zur Eisenbahn wie auch zur Straßenbahn besaß.
Eine Woche vor der Bahnhofseröffnung wurde eine Straßenbahnlinie zwischen Ettlinger Tor und dem neuen Bahnhof eingerichtet, die – nach Beseitigung der Zufahrtsgleise zum alten Bahnhof – mit dem Stadtzentrum verbunden wurde. Für die Albtalbahn entstand 1915 an der Ebertstraße 300 Meter westlich des Bahnhofs ein neuer Endbahnhof, der Albtalbahnhof.

### Entwicklung des Bahnhofs
Bei den Luftangriffen des Zweiten Weltkriegs wurde der Bahnhof zwar beschädigt, konnte jedoch später wieder aufgebaut werden. Die Zeit nach 1950 war durch eine kontinuierliche Modernisierung des Bahnhofs und des Vorplatzes geprägt. Mitte 1958 war die Rheintalbahn durchgehend auf elektrischen Betrieb umgestellt. 1969 begann der Umbau des Bahnhofsvorplatz, wobei – dem Zeitgeist folgend – eine Fußgängerunterführung angelegt und der Auto- und Straßenbahnverkehr neu geordnet wurden. 1977 wurde ein neues Spurplan-Drucktastenstellwerk (Typ Sp Dr) in Betrieb genommen.
Ende der 1980er Jahre erhielt der Bahnhof anstelle des ursprünglichen Eilgutbahnhofs die drei Durchgangsgleise 12–14 und eine Tiefgarage unter dem Gleisfeld. Dies sollte der Anstoß für eine – allerdings erst ab 2018 umgesetzte – Neugestaltung des südlich an den Bahnhof angrenzenden Bereichs sein. Mit Aufnahme des Intercity-Express-Verkehrs nach Karlsruhe wurden zwei Bahnsteige verlängert und modernisiert sowie die Zugangstreppen durch Aufzugsanlagen und Rolltreppen ergänzt.
1995 erfolgte eine erneute Umgestaltung des Bahnhofsvorplatzes, wobei die Fußgängerunterführung geschlossen und die Straßenbahnhaltestelle neu angelegt wurde. 1996 wurde eine Gleisverbindung zwischen dem westlichen Gleisvorfeld des Hauptbahnhofs und dem Albtalbahnhof geschaffen, über den die Stadtbahnlinien S7 und S8 (bis Dezember 2016: S4 und S41) von Karlsruhe nach Rastatt und ab Dezember 2010 die Linie S51 nach Wörth am Rhein vom Eisenbahnnetz auf das Straßenbahnnetz übergehen können. In der Folge dessen konnte auf die zwei Stumpfgleise 103 und 104 verzichtet werden, die Mitte der 2000er Jahre stillgelegt wurden, so dass der Hauptbahnhof heute noch über die 14 Durchgangsgleise 1–14 sowie die zwei Stumpfgleise 101 und 102 verfügt.
Die Allianz pro Schiene zeichnete den Bahnhof 2008 als „Bahnhof des Jahres“ in der Kategorie „Stadt mit mehr als 100.000 Einwohnern“ aus.
Für Modernisierungsmaßnahmen am Bahnhof stellte der Bund 2020 aus dem „Sofortprogramm für attraktive Bahnhöfe“ 555.000 Euro bereit.

## Betrieb

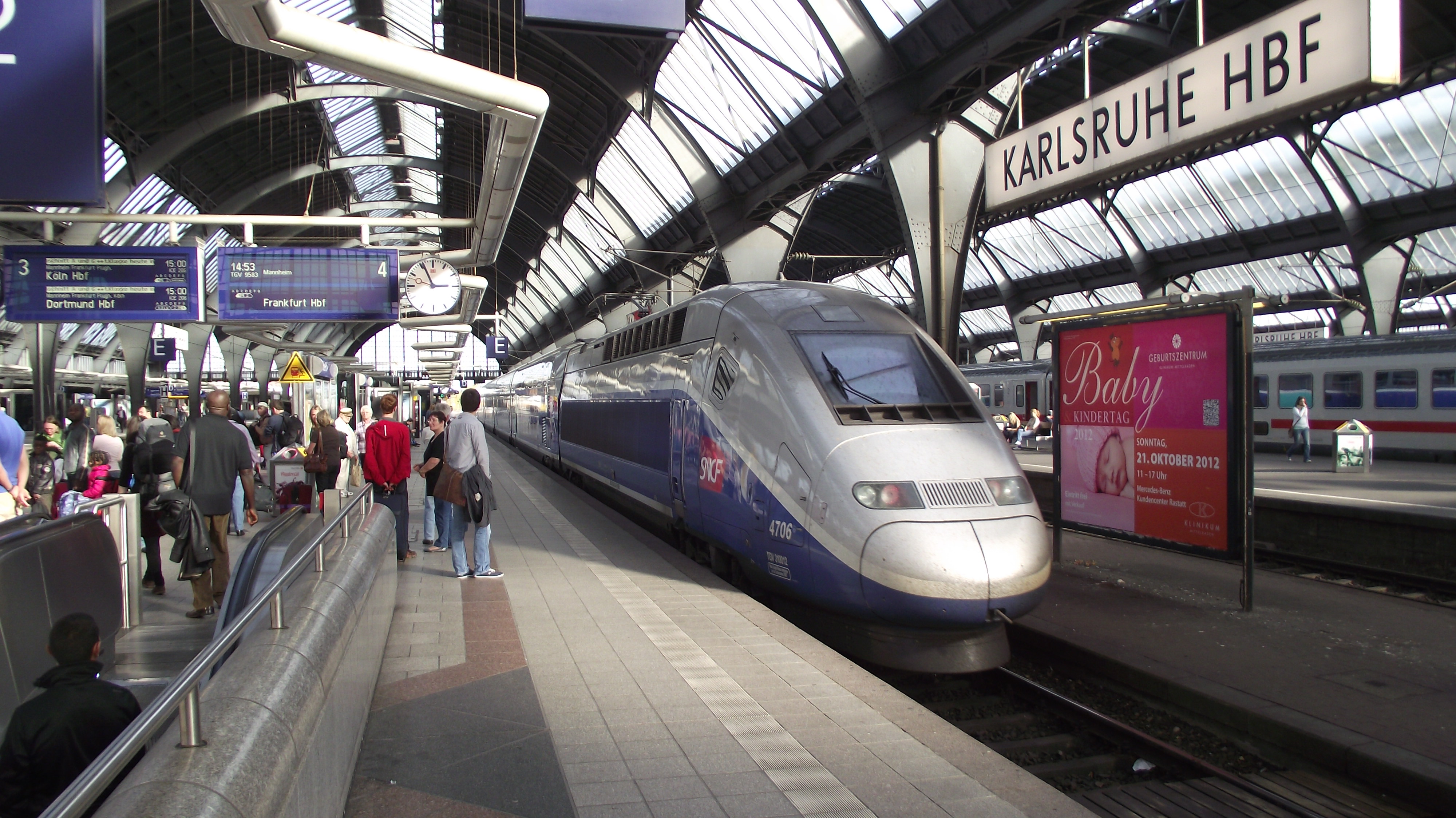
TGV in Karlsruhe auf dem Weg nach Frankfurt

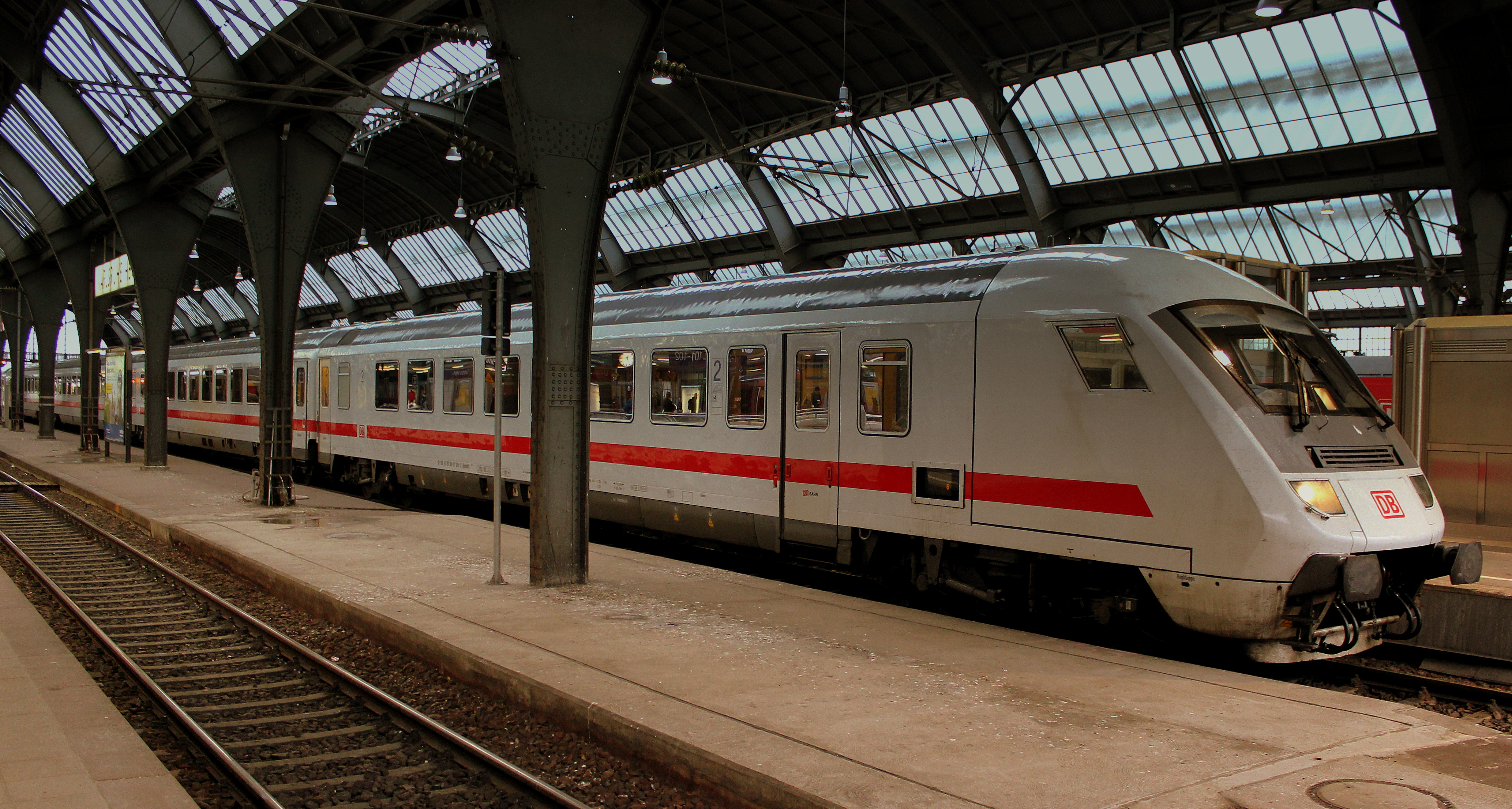
Intercity im Karlsruher Hauptbahnhof

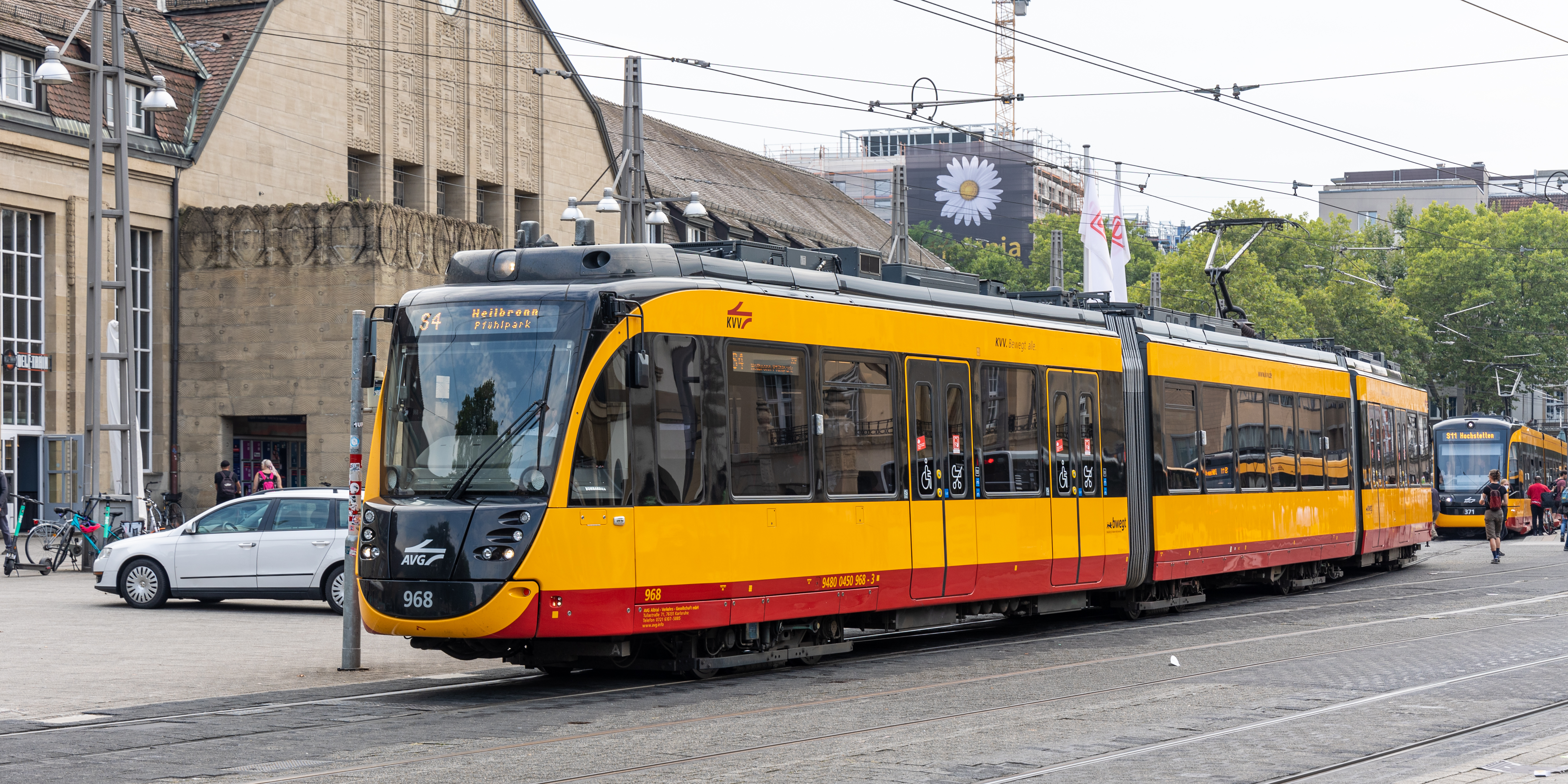
S-Bahn(en) auf dem Bahnhofsvorplatz

Der Karlsruher Hauptbahnhof wird im Fernverkehr von Intercity-Express-Zügen nach Berlin, Hamburg, Dortmund, Basel, München, Zürich und Interlaken Ost bedient. Intercity-Züge verkehren nach Köln, Nürnberg und Konstanz. Ebenfalls wird der Bahnhof von TGV-Zügen nach Frankfurt, Marseille, Paris und Stuttgart angefahren. Im Nahverkehr bestehen Verbindungen mit Regional-Express-Zügen nach Neustadt an der Weinstraße, Mainz, Stuttgart, Konstanz, Basel, Heidelberg, Heilbronn, Freudenstadt sowie Nahverkehrs- und S-Bahnverbindungen in das Karlsruher Umland. Nach Angaben der DB empfing der Hauptbahnhof 2011 täglich etwa 60.000 Fahrgäste und Besucher, bis 2019 stieg die Zahl auf circa 72.000.
Die Fahrpläne fast aller den Karlsruher Hauptbahnhof anfahrenden Linien sind vertaktet im Rahmen eines integralen Taktfahrplans. Der Bahnhof bildet einen Taktknoten zur vollen Stunde unter Einbeziehung der Fernverkehrszüge sowie einen kleineren Taktknoten zur halben Stunde ohne Fernverkehr (Stand 2023). Nach Angaben der Deutschen Bahn bedienten im Jahr 2011 täglich 130 Fernverkehrszüge, 133 Züge des Regionalverkehrs und 121 S-Bahnzüge den Bahnhof. 2019 bedienten durchschnittlich 92 Fernverkehrszüge und 229 Züge des Nahverkehrs den Bahnhof. Hinzu kommen die Stadtbahnen, die vom Bahnhofsvorplatz abfahren.
Im Trassenpreissystem von DB InfraGO ist Karlsruhe Hbf als Metropolbahnhof eingestuft.
Die Gleisanlagen sind für Linienbetrieb ausgelegt, wobei die Gleise 1–4 der Relation Mannheim–Basel, die Gleise 5–8 der Relation Heidelberg–Rastatt, die Gleise 9–14 der Relation Pforzheim–Rastatt und die Gleise 101 und 102 der Relation Karlsruhe–Wörth dienen. Die Durchfahrtsgleise 1–14 können von allen Strecken aus angefahren werden, die Gleise 101 und 102 nur aus Richtung Wörth und Durmersheim.
Westlich des Bahnhofs befindet sich eine Wagenabstellgruppe mit Drehscheibe sowie der Betriebshof Karlsruhe der DB Regio. Östlich des Bahnhofs befindet sich eine zweite Wagenabstellgruppe. Ein Verbindungsgleis erlaubt Rangierfahrten vom Hauptbahnhof zum Güterbahnhof Karlsruhe.

### Fernverkehr
Am Bahnhof halten täglich 130 Fernzüge, hauptsächlich Intercity-Express- und Intercity-Züge auf der Rheinstrecke sowie TGV Duplex zwischen Paris und Stuttgart bzw. Frankfurt am Main und Marseille.
| Linie         | Strecke | Fahrplanangebot                                                            |
| ------------- | --- | -------------------------------------------------------------------------- |
| ICE 12        | Berlin Ost – Braunschweig – Frankfurt – Mannheim – Karlsruhe – Offenburg – Freiburg – Basel (– Bern – Interlaken) | Zweistundentakt                                                            |
| ICE 20        | (Kiel –) Hamburg – Hannover – Kassel-Wilhelmshöhe – Frankfurt – Mannheim – Karlsruhe – Baden-Baden – Freiburg – Basel – Zürich (– Chur)                                                                               | Zweistundentakt                                                            |
| ICE 26        | (Ostseebad Binz – Stralsund –) Hamburg – Hannover – Kassel-Wilhelmshöhe – Gießen – Frankfurt – Heidelberg – Karlsruhe (– Offenburg – Villingen – Konstanz)                                                            | Zweistundentakt                                                            |
| ICE 30        | (Greifswald – Stralsund –) Hamburg – Bremen – Dortmund – Duisburg – Köln – Koblenz – Mainz – Mannheim – Stuttgart – Karlsruhe – Baden-Baden – Offenburg                                                               | ein Zugpaar, welches als Intercity fährt                                   |
| EC 30         | Hamburg – Bremen – Münster – Dortmund – Duisburg – Köln – Koblenz – Mainz – Mannheim – Karlsruhe – Baden-Baden – Freiburg – Basel – Zürich bzw. Interlaken                                                            | zwei Zugpaare täglich                                                      |
| IC 34         | (Stuttgart – Pforzheim – Karlsruhe – Heidelberg – Mannheim – Frankfurt-Flughafen – ) Frankfurt – Wetzlar – Siegen – Kreuztal – Finnentrop – Iserlohn – Witten – Dortmund                                              | Mo–Fr: ein Zug                                                             |
| ICE 43        | Hamburg – Dortmund – Köln – Frankfurt Flughafen – Mannheim – Karlsruhe – Offenburg – Freiburg – Basel | Zweistundentakt                                                            |
| ICE 60        | (Basel Bad – Freiburg – Offenburg – Baden-Baden –) Karlsruhe – Stuttgart – Ulm – Augsburg – München | Zweistundentakt von Karlsruhe bis München                                  |
| ICE 9590/9591 | Paris Est – Strasbourg – Karlsruhe – Frankfurt-Süd – Berlin Spandau – Berlin Hbf – Berlin Ostbahnhof | ein Zugpaar täglich                                                        |
| IC 61         | Karlsruhe – Pforzheim – Stuttgart – Aalen – Nürnberg – Bamberg – Lichtenfels – Saalfeld (Saale) – Jena Paradies – Weißenfels – Leipzig                                                                                | Zweistundentakt (Karlsruhe – Nürnberg), fünf Zugpaare (Nürnberg – Leipzig) |
| ICE/TGV 82    | Paris Est – Strasbourg – Karlsruhe – Mannheim – Frankfurt | zwei Zugpaare täglich                                                      |
| ICE/TGV 83    | Paris Est – Strasbourg – Karlsruhe – Stuttgart (– Ulm – Augsburg – München) | fünf Zugpaare täglich                                                      |
| TGV 84        | Frankfurt – Mannheim – Karlsruhe – Baden-Baden – Strasbourg – Mulhouse-Ville – Belfort-Montbéliard – Besançon Franche-Comté – Chalon-sur-Saône – Lyon-Part-Dieu – Avignon – Aix-en-Provence – Marseille-Saint-Charles | ein Zugpaar täglich                                                        |
| ECE 85        | Frankfurt – Mannheim – Karlsruhe – Ringsheim/Europa-Park – Freiburg – Basel – Luzern – Bellinzona – Lugano – Chiasso – Monza – Milano Centrale                                                                        | ein Zugpaar täglich                                                        |
| FLX 10        | Berlin Hbf – Halle (Saale) – Erfurt – Frankfurt – Heidelberg – Karlsruhe – Offenburg – Freiburg – Basel Bad Bf | ein Zugpaar, drei-viermal wöchentlich                                      |

### Nachtzüge
Die Nachtzüge fahren seit Dezember 2016 als ÖBB Nightjet. Die bisherigen Verbindungen als City Night Line sind zum selben Zeitpunkt entfallen. Außerdem fährt am Wochenende der Flixnight. Zusätzlich hielt bis Dezember 2018 einmal wöchentlich ein zwischen Paris und Moskau verkehrender Nachtzug, der von den russischen Eisenbahnen RŽD betrieben wurde.
| Gattung                   | Linienverlauf | Bemerkungen                |
| ------------------------- | --- | -------------------------- |
| NJ/EN 408/409/40458/40459 | ÖBB Nightjet Berlin/Prag – Leipzig – Halle – Frankfurt(Main)Hbf – Mannheim – Karlsruhe – Offenburg – Freiburg – Basel – Zürich                          | ein Zugpaar                |
| NJ 470/471                | ÖBB Nightjet Hamburg – Bremen – Hannover – Frankfurt Süd – Heidelberg – Karlsruhe – Offenburg – Freiburg – Basel – Zürich                               | ein Zugpaar                |
| NJ 402/403                | ÖBB Nightjet Amsterdam – Utrecht – Köln – Koblenz – Frankfurt(Main)Flughafen Fernbahnhof – Mannheim – Karlsruhe – Offenburg – Freiburg – Basel – Zürich | ein Zugpaar                |
| RDC Nachtzug              | Hamburg-Altona – Hamburg – Hannover – Karlsruhe – Freiburg – Lörrach Autozug                                                                            | ein Zugpaar, nicht täglich |

### Regionalverkehr

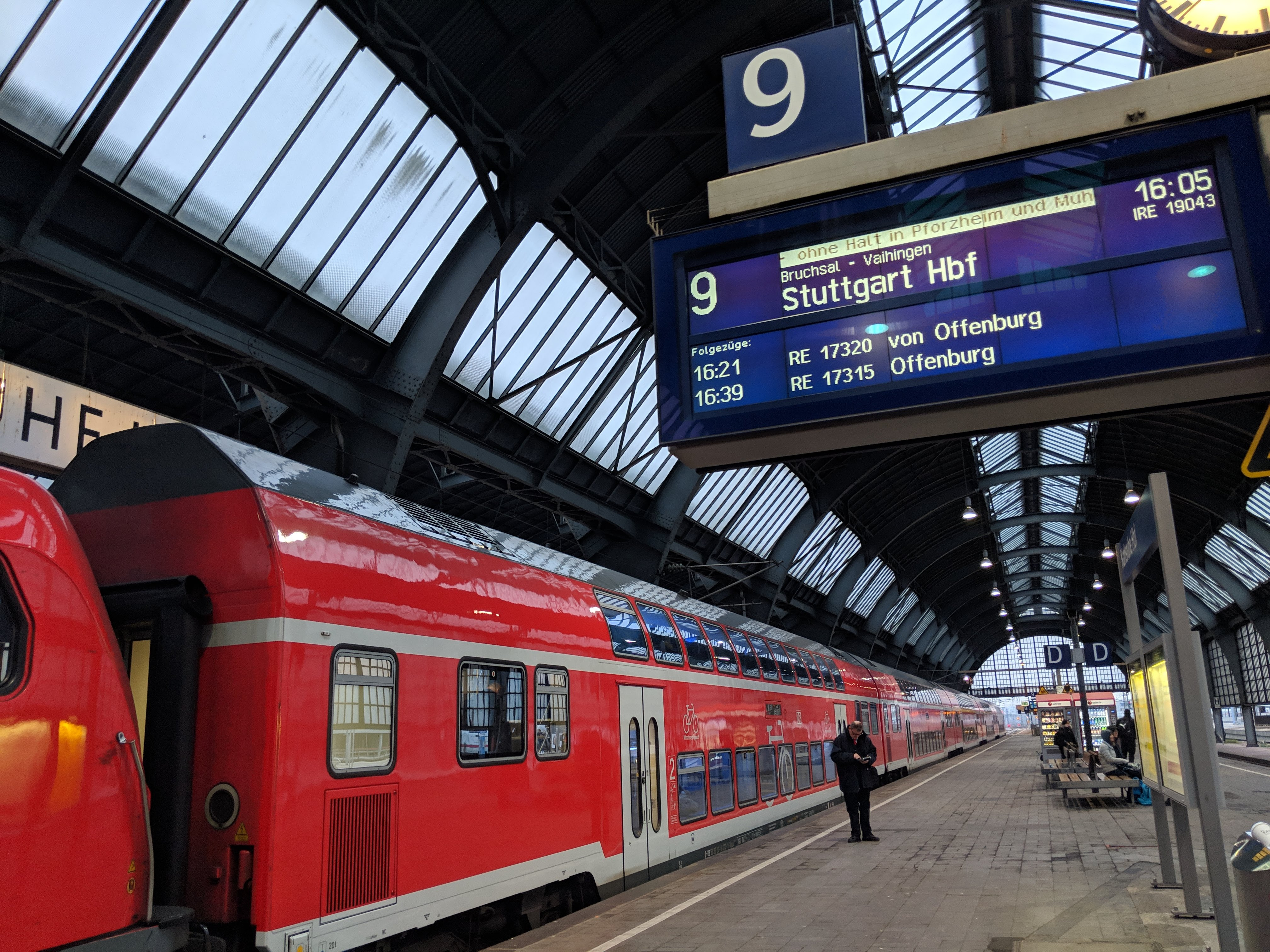
Ein Interregio-Express nach Stuttgart an Gleis 9

Der Karlsruher Hauptbahnhof wird von mehreren Linien des Regionalverkehrs bedient:
| Linie   | Strecke | Fahrplanangebot                                                    | Betreiber                  | Fahrzeug                                  |
| ------- | --- | ------------------------------------------------------------------ | -------------------------- | ----------------------------------------- |
| RE 1    | Karlsruhe – Wilferdingen-Singen – Pforzheim – Mühlacker – Vaihingen (Enz) – Stuttgart (– Schorndorf – Aalen)               | ca. 30/30/60min Takt (Stuttgart Hbf – Aalen Hbf nur zweistündlich) | Arverio Baden-Württemberg  | Stadler Flirt 3 (1428/1430)               |
| RE 2    | Karlsruhe – Rastatt – Baden-Baden – Achern – Offenburg – Hausach – Villingen – Singen – Konstanz                           | Stundentakt                                                        | DB Regio Baden-Württemberg | 146 + 3-4 Doppelstockwagen                |
| RE 4    | Karlsruhe – Germersheim – Speyer – Ludwigshafen – Frankenthal – Worms – Mainz – Frankfurt                                  | Zweistundentakt                                                    | DB Regio Mitte             | Stadler Flirt (429)                       |
| RE 6    | Karlsruhe – Wörth – Kandel – Landau – Neustadt (– Kaiserslautern)                                                          | Stundentakt bis Neustadt, Einzelzüge nach Kaiserslautern Hbf       | DB Regio Mitte             | Bombardier Talent 1 (643), vereinzelt 628 |
| RE 7    | (Karlsruhe – Baden-Baden – Achern – Offenburg) – Emmendingen – Freiburg – Müllheim – Basel Bad – (Basel SBB)               | einzelne Züge                                                      | DB Regio Baden-Württemberg | Siemens Desiro HC (1462)                  |
| RE 40   | Karlsruhe – Rastatt – Gaggenau – Gernsbach – Forbach – Freudenstadt                                                        | Zweistundentakt                                                    | DB Regio Mitte             | Alstom Coradia Continental (1440)         |
| RE 45   | Karlsruhe – Karlsruhe-Durlach – Bretten – Eppingen – Schwaigern – Heilbronn                                                | Stundentakt                                                        | DB Regio Mitte             | Alstom Coradia Continental (1440)         |
| RE 73   | Karlsruhe – Karlsruhe-Durlach – Bruchsal – Wiesloch-Walldorf – Heidelberg                                                  | Stundentakt                                                        | DB Regio Mitte             | Siemens Mireo (463)                       |
| MEX 17a | (Stuttgart –) Bietigheim-Bissingen – Vaihingen (Enz) – Mühlacker – Pforzheim – Karlsruhe                                   | fünf Zugpaare werktags zwischen Karlsruhe und Pforzheim            | SWEG Bahn Stuttgart        | Bombardier Talent 2 (8442)                |
| RB 41   | Karlsruhe – Ettlingen West – Rastatt – Gaggenau – Gernsbach – Forbach (einzelne Züge: Freudenstadt – Bondorf – Herrenberg) | Stundentakt, nur montags-freitags                                  | DB Regio Mitte             | Alstom Coradia Continental (1440)         |
| RB 44   | Karlsruhe – Ettlingen West – Rastatt (einzelne Züge: Baden-Baden – Achern)                                                 | Stundentakt                                                        | DB Regio Mitte             | Alstom Coradia Continental (1440)         |
| RB 51   | Karlsruhe – Wörth – Kandel – Landau – Edenkoben – Neustadt                                                                 | Stundentakt                                                        | DB Regio Mitte             | Bombardier Talent 1 (643), vereinzelt 628 |

### S-Bahn Rhein-Neckar

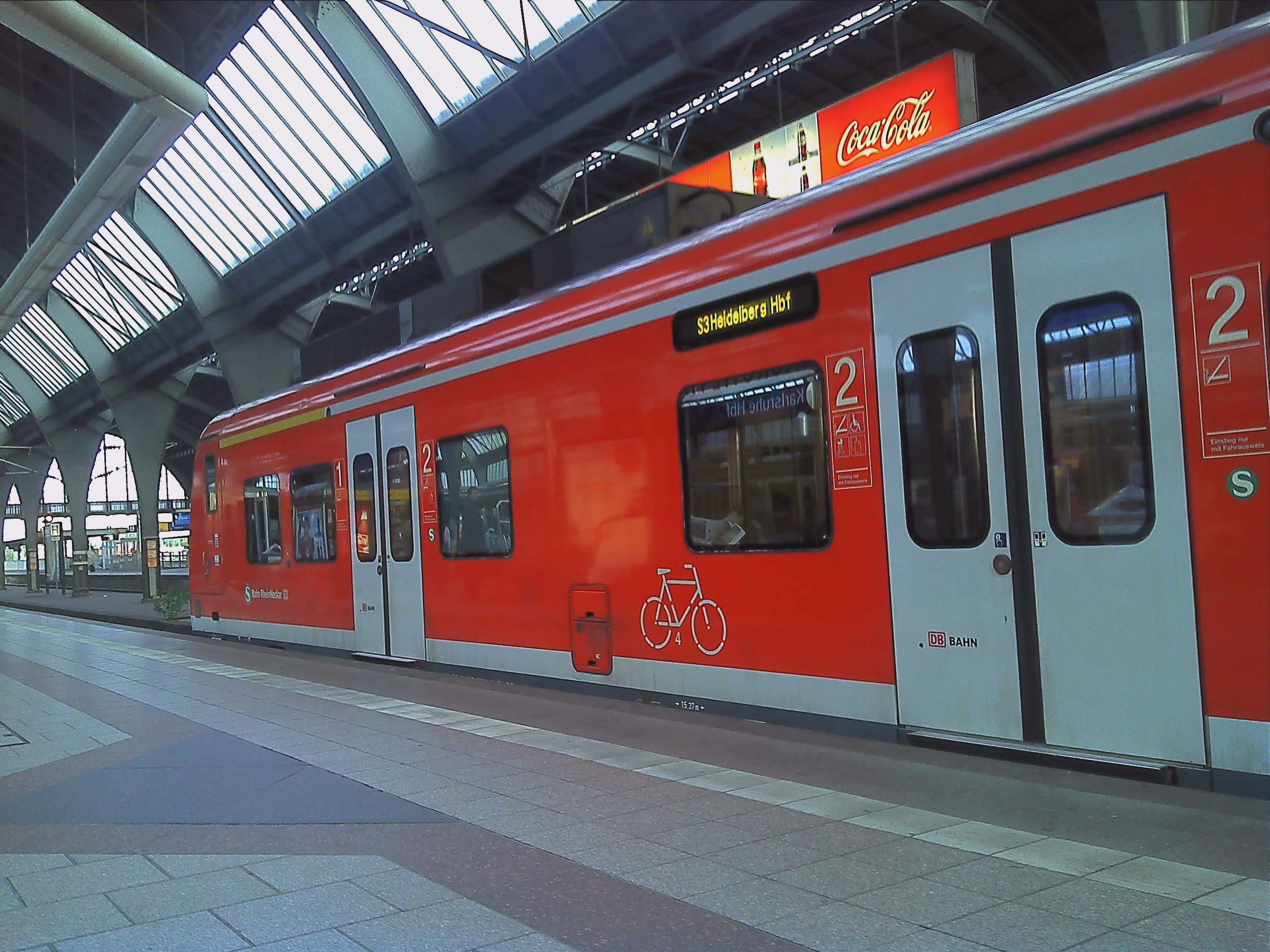
Eine S-Bahn auf der Linie S3

Karlsruhe Hauptbahnhof ist an das Liniennetz der S-Bahn Rhein-Neckar angebunden, die eine Nahverkehrsverbindung mit der benachbarten und nördlich bzw. westlich von Karlsruhe gelegenen Metropolregion Rhein-Neckar darstellt. Der Bahnhof bildet einen der Start- und Endpunkte der S-Bahn-Linien S 3 auf der Relation über Bruchsal, Heidelberg, Mannheim, Ludwigshafen, Speyer, Germersheim und Wörth und der S9 über Graben-Neudorf und Schwetzingen nach Mannheim. Seit dem Fahrplanwechsel 2024 wird der ehemalige RE 9 als Linie S 9x geführt.
| Linie | Strecke | Taktfrequenz                                                                       |
| ----- | --- | ---------------------------------------------------------------------------------- |
| S 3   | Karlsruhe – Karlsruhe-Durlach – Bruchsal – Wiesloch-Walldorf – Heidelberg – Mannheim – Ludwigshafen – Schifferstadt – Speyer – Germersheim – Wörth – Karlsruhe | Halbstundentakt (montags-samstags), Stundentakt in den Tagesrandlagen und sonntags |
| S 9   | Karlsruhe – Graben-Neudorf – Waghäusel – Schwetzingen – Mannheim (– Lampertheim – Biblis – Groß-Rohrheim)                                                      | Stundentakt, Halbstundentakt in der HVZ                                            |
| S 9x  | Karlsruhe – Graben-Neudorf – Waghäusel – Schwetzingen – Mannheim                                                                                               | einzelne Züge in der HVZ                                                           |

### Stadtbahn Karlsruhe

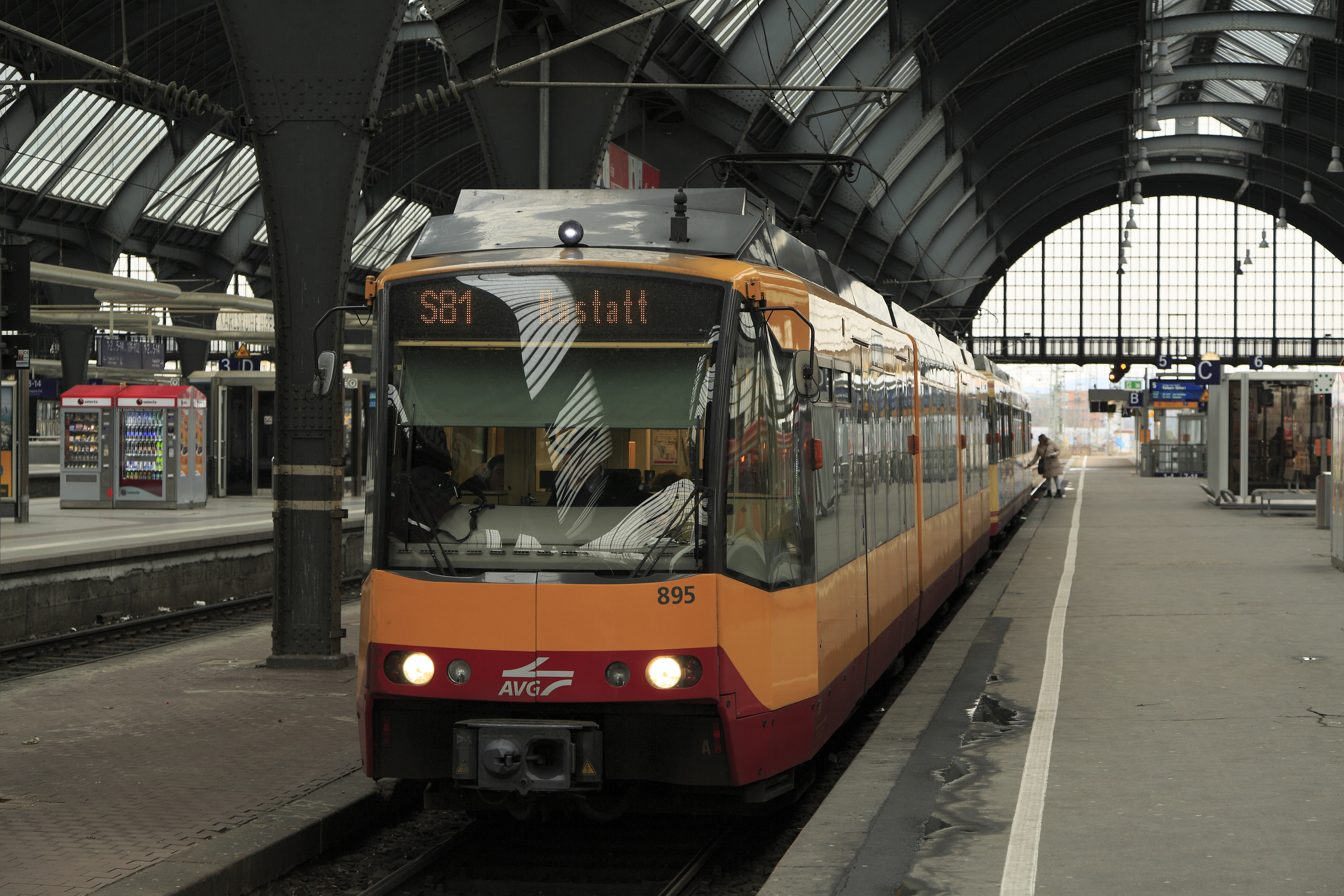
Eine Zweisystem-Stadtbahn auf der Linie S81

Der Karlsruher Hauptbahnhof bildet einen zentralen Knotenpunkt für die Stadtbahn Karlsruhe und bietet eine Umsteigemöglichkeit zwischen den niederflurigen Einsystem- und den mittelflurigen Zweisystem-Stadtbahnlinien. Während die Einsystem-Stadtbahnlinien auf dem Bahnhofsvorplatz an den Haltestellen der Karlsruher Straßenbahn halten, fahren die Zweisystem-Stadtbahnlinien sowohl den Bahnhofsvorplatz als auch an die DB-Gleise im Hauptbahnhof an. Alle den Karlsruher Hauptbahnhof anfahrenden Linien werden von der Albtal-Verkehrs-Gesellschaft (AVG) betrieben.
| Linie | Strecke | Fahrzeugeinsatz                     | Taktfrequenz |
| ----- | --- | ----------------------------------- | --- |
| S 1   | Linkenheim-Hochstetten – Eggenstein-Leopoldshafen – Karlsruhe-Neureut – Karlsruhe Marktplatz (U) – Karlsruhe Bahnhofsvorplatz – Karlsruhe-Rüppurr – Ettlingen Stadt – Busenbach – Bad Herrenalb | NET 2012                            | alle 20 Min. nach Hochstetten (S1/11) alle 10 Min. zwischen Neureut Kirchfeld und Ettlingen Albgaubad (S1/11) zweimal stündlich nach Bad Herrenalb (S1) alle 30 Min. nach Ittersbach (S11) |
| S 11  | Linkenheim-Hochstetten – Eggenstein-Leopoldshafen – KA-Neureut – Karlsruhe Marktplatz (U) – Karlsruhe Bahnhofsvorplatz – KA-Rüppurr – Ettlingen Stadt – Busenbach – Langensteinbach – Ittersbach | NET 2012                            | alle 20 Min. nach Hochstetten (S1/11) alle 10 Min. zwischen Neureut Kirchfeld und Ettlingen Albgaubad (S1/11) zweimal stündlich nach Bad Herrenalb (S1) alle 30 Min. nach Ittersbach (S11) |
| S 31  | Karlsruhe Hbf – Karlsruhe-Durlach – Bruchsal – Ubstadt – Odenheim | GT8-100C/2S / GT8-100D/2S-M         | 20/40-Minuten-Takt, im Traktionsbetrieb mit S32, Abfahrt im Hauptbahnhof |
| S 32  | Karlsruhe Hbf – Karlsruhe-Durlach – Bruchsal – Ubstadt – Menzingen | GT8-100C/2S / GT8-100D/2S-M         | 20/40-Minuten-Takt, im Traktionsbetrieb mit S31, Abfahrt im Hauptbahnhof |
| S 4   | Albtalbahnhof – Karlsruhe Bahnhofsvorplatz – Karlsruhe Marktplatz (U) – Karlsruhe-Durlach – Grötzingen – Bretten – Eppingen – Schwaigern – Heilbronn Bahnhofsvorplatz – Heilbronn Pfühlpark – Weinsberg – Öhringen – Öhringen-Cappel                                                                            | GT8-100D/2S-M / ET 2010             | zweimal stündlich ab Albtalbahnhof Richtung Heilbronn/Weinsberg, davon einmal nur bis Flehingen                                                                                            |
| S 52  | Karlsruhe Marktplatz (U) – Karlsruhe Bahnhofsvorplatz – Karlsruhe West – Maximiliansau – Wörth – Jockgrim – Rheinzabern – Rülzheim – Bellheim – Germersheim | GT8-100D/2S-M                       | einzelne Züge (nur werktags) |
| S 7   | Achern – Baden-Baden – Rastatt – Durmersheim – Karlsruhe Bahnhofsvorplatz – Karlsruhe Marktplatz (U) – Karlsruhe Tullastraße/Alter Schlachthof | GT8-100D/2S-M / ET 2010             | Stundentakt |
| S 71  | Achern – Baden-Baden – Rastatt – Muggensturm – Karlsruhe Hbf | GT8-100D/2S-M GT8-100C/2S / ET 2010 | einzelne Züge, Abfahrt im Hauptbahnhof |
| S 8   | Karlsruhe Tullastraße/Alter Schlachthof – Karlsruhe Marktplatz (U) – Karlsruhe Bahnhofsvorplatz – Karlsruhe Albtalbahnhof – Durmersheim – Rastatt – Gaggenau – Gernsbach – Forbach – Raumünzach – Schönmünzach – Baiersbronn – Freudenstadt Stadt – Freudenstadt Hbf – Eutingen im Gäu – Bondorf (– Herrenberg) | GT8-100D/2S-M                       | Stundentakt zwischen Karlsruhe Tullastraße und Freudenstadt Hbf, Zweistundentakt zwischen Freudenstadt Hbf und Bondorf                                                                     |
| S 81  | Karlsruhe Hbf – Rastatt – Gaggenau – Gernsbach – Forbach – Baiersbronn – Freudenstadt Stadt – Freudenstadt Hbf | GT8-100D/2S-M                       | einzelne Züge, Abfahrt im Hauptbahnhof |

### Straßenbahn Karlsruhe

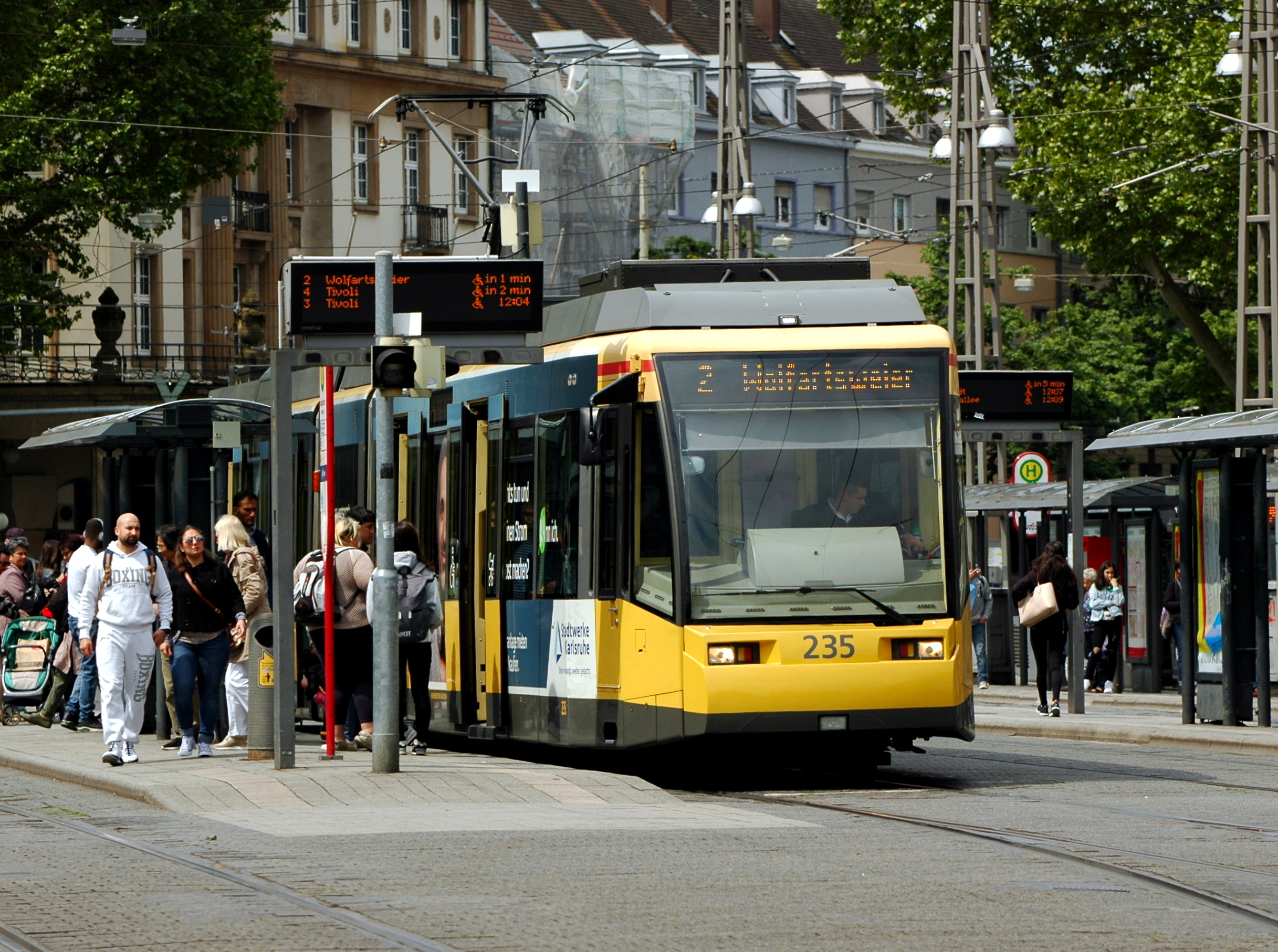
Eine Straßenbahn der Linie 2

Auf dem Bahnhofsvorplatz befindet sich die Haltestelle Hauptbahnhof, die durch die Straßenbahn Karlsruhe angefahren wird.
Siehe: Liniennetzplan Schiene
| Linie | Strecke (Manche Haltestellen sind nicht aufgeführt) | Anmerkung                                                                                              | Taktfrequenz                                                    |
| ----- | --- | --- | --------------------------------------------------------------- |
| 2     | Wolfartsweier – Aue – Auer Straße/Dr. Willmar Schwabe – Tullastraße/Alter Schlachthof – Marktplatz (U) – Ettlinger Tor (U) – Hauptbahnhof – ZKM – Karlstraße – Europaplatz – Yorckstraße – Städtisches Klinikum – Siemensallee – Knielingen Nord | | Zehnminutentakt Sonntags und in Randlagen im Zwanzigminutentakt |
| 3     | Rheinbergstraße – Lameyplatz – Entenfang – Europaplatz – Kolpingplatz – Hauptbahnhof – Tivoli – Rüppurrer Tor – Kronenplatz – Durlacher Tor – Hauptfriedhof – Rintheim                                                                           | Richtung Daxlanden am Entenfang in den Bus 13 umsteigen. Nicht alle Busse fahren weiter bis Rappenwört | Zehnminutentakt Sonntags und in Randlagen im Zwanzigminutentakt |

## Besonderheiten
Seit Dezember 2014 ist der Karlsruher Hauptbahnhof in das Angebot AIRail der Lufthansa eingebunden.

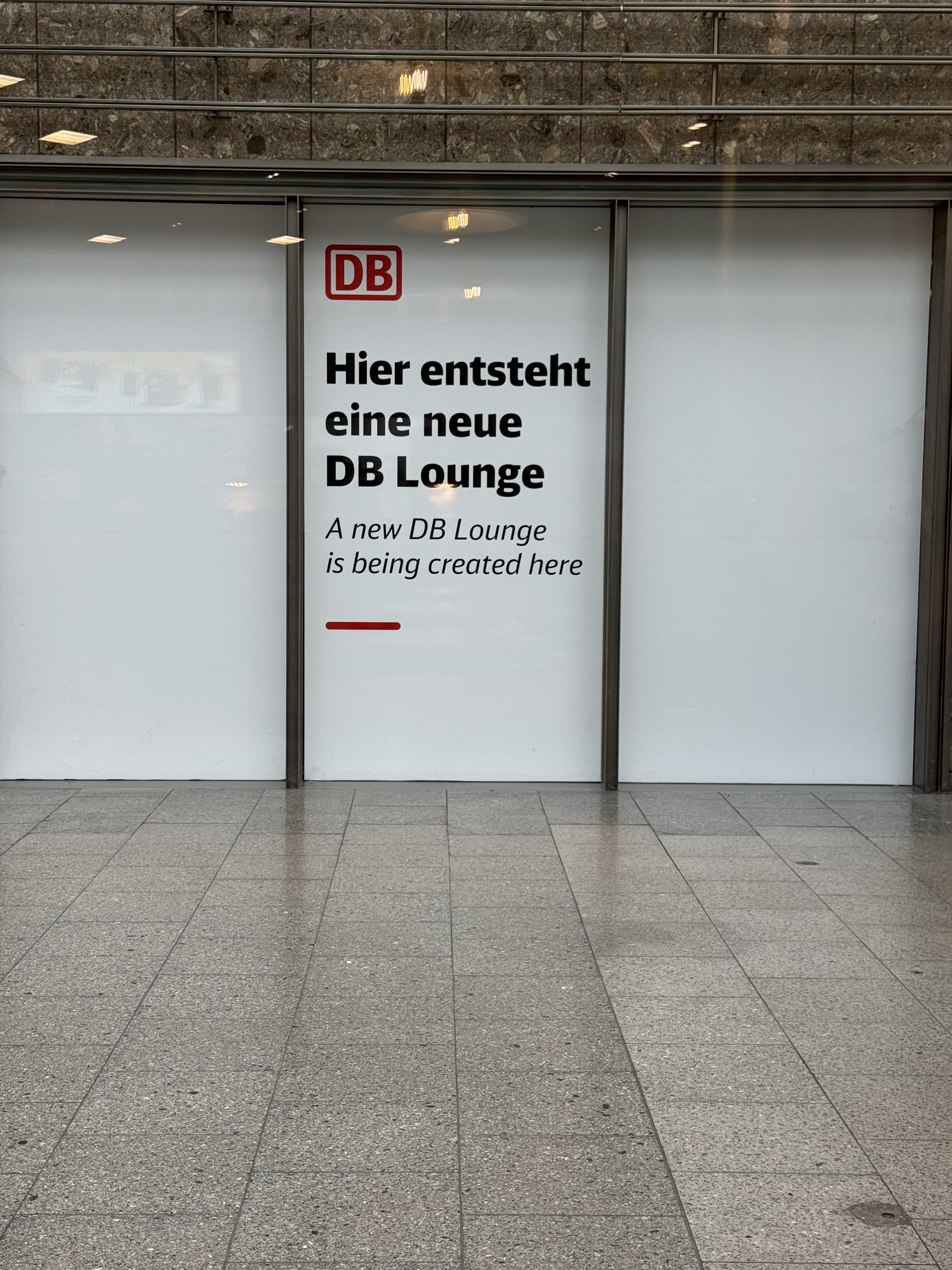
Hinweisschild zur geplanten Eröffnung einer DB Lounge im März 2025.

2025 soll eine DB Lounge im Bahnhof eröffnen.

## Film
- Zug um Zug – Geschichten vom Hauptbahnhof Karlsruhe. Dokumentarfilm, Deutschland, 2019, 44:59 Min., Buch und Regie: Julian Gräfe, Stefan Tiyavoraboun, Produktion: Südwestrundfunk, Reihe: Zug um Zug, Erstsendung: 19. Juni 2019 bei SWR Fernsehen, Inhaltsangabe von ARD, Video. youtube.com